# Manoppello
Manoppello ist eine italienische Gemeinde in der Provinz Pescara in den Abruzzen mit etwa 6744 Einwohnern. Die Gemeinde liegt innerhalb des Majella-Nationalparks.
Die Nachbargemeinden sind: Alanno, Casalincontrada (CH), Chieti (CH), Lettomanoppello, Rosciano, Serramonacesca und Turrivalignani.

## Geschichte
Die Gründung des Ortes geht in die Römerzeit zurück. Der Ortsname ist abgeleitet vom lateinischen manipulus, was wörtlich übersetzt eine Handvoll bedeutet und als Manipel eine Untereinheit der Legion der Römischen Armee bezeichnete.

## Sehenswürdigkeiten
- Kloster Arabona, eine ehemalige Zisterzienserabtei, die 1209 gegründet wurde und zuletzt von Salesianern bewohnt wurde.
- Schleier von Manoppello, eine Reliquie

## Weinbau
In der Gemeinde werden Reben der Sorte Montepulciano für den DOC-Wein Montepulciano d’Abruzzo angebaut.

## Persönlichkeiten
- Domenico da Cese (1905–1978), Kapuzinerpater